# Обре
Обре су насељено мјесто у Босни и Херцеговини у општини Какањ које административно припада Федерацији Босне и Херцеговине. Према попису становништва из 1991. у насељу је живјело 507 становника.

## Становништво
| Националност       | 1991.        | 1981.        | 1971.        |
| Муслимани          | 464 (91,51%) | 313 (95,71%) | 601 (96,62%) |
| Хрвати             | 7 (1,38%)    | 0            | 15 (2,41%)   |
| Срби               | 1 (0,19%)    | 0            | 0            |
| Југословени        | 5 (0,98%)    | 14 (4,28%)   | 3 (0,48%)    |
| остали и непознато | 30 (5,91%)   | 0            | 3 (0,48%)    |
| Укупно             | 507          | 327          | 622          |